# Kittelmyrens naturreservat
Kittelmyrens naturreservat är ett naturreservat i Hällefors kommun i Örebro län.
Området är naturskyddat sedan 2019 och är 36 hektar stort. Reservatet ligger väster om Kittelmyren och består av äldre granskog med inslag av lövträd.